# ساموئل ام. رالستون
ساموئل ام. رالستون (به انگلیسی: Samuel Moffett Ralston) سناتور سابق عضو حزب دموکرات ایالات متحده آمریکا بود. وی در سال ۱۹۲۳ تا ۱۹۲۵ میلادی سناتور ایالت ایندیانا در سنای ایالات متحده آمریکا بود.